# Filzhaariger Halsbock
Der Filzhaarige Halsbock (Etorufus pubescens; Synonym: Etorofus pubescens, Strangalia pubescens, Pedostrangalia pubescens) ist ein Käfer aus der Familie der Bockkäfer (Cerambycidae). Die Art ist im südlichen Nordeuropa sowie in Südeuropa verbreitet. Es handelt sich um eine von drei Arten seiner Gattung in der Paläarktis, nur diese kommt in Europa vor.

## Merkmale

### Merkmale der Imagines
Der Filzhaarige Halsbock erreicht eine Körperlänge von 12 bis 17 Millimetern. Der Käfer ist in seinem Aussehen variabel, die gestreckten Flügeldecken sind nach hinten deutlich verschmälert und gelbbraun bis schwarz gefärbt. Namensgebend ist eine filzige, gelbliche Behaarung der Elytren. Der Halsschild ist etwas länger als breit und besitzt vor der Basis eine seichte Querfurche und vor der Basis und an beiden Seiten je eine Quergruppe sehr grober Punkte. Die Unterseite ist schwarz, die Schenkel sind häufig gelbbraun.

### Merkmale der Larven
Körper und Kopf der Larven ähneln denen der nahe verwandten Gattung Pedostrangalia. Die Larven erreichen eine Länge von etwa 20 bis mehr als 30 Millimetern. Der Körper ist mehr oder weniger abgeflacht. Beiderseits der Kopfkapsel befinden sich je drei große Stemmata, die teilweise miteinander verschmolzen sein können. Das Labrum ist herz- bis halbkreisförmig und zum größten Teil sklerotisiert. Die Epicranialhälften der Kopfkapsel berühren sich nur in einem Punkt und die Chitinplättchen des Mata- und Mesonotums weisen deutliche zentrale Körnchen auf. Die Antennen sind vergleichsweise lang und dreigliedrig, das zweite Antennenglied ist gut entwickelt. Die Dorsalampulle am siebten Abdominalsegment ist gut ausgebildet und das neunte Abdominalsegment besitzt keinen caudalen Dorn am Körperende.

## Verbreitung
Der Filzhaarige Halsbock ist im südlichen Nordeuropa sowie in Südeuropa verbreitet und wahrscheinlich ein pontomediterranes Faunenelement. In Deutschland in Bayern, Baden-Württemberg, Sachsen, Sachsen-Anhalt und Thüringen vor 1950 nachgewiesen. In Österreich ist er in mehreren Bundesländern anzutreffen und in der Schweiz gilt er als verbreitet. Nachweise aus Liechtenstein, Luxemburg, den Niederlanden, Belgien und Dänemark fehlen.

## Lebensweise

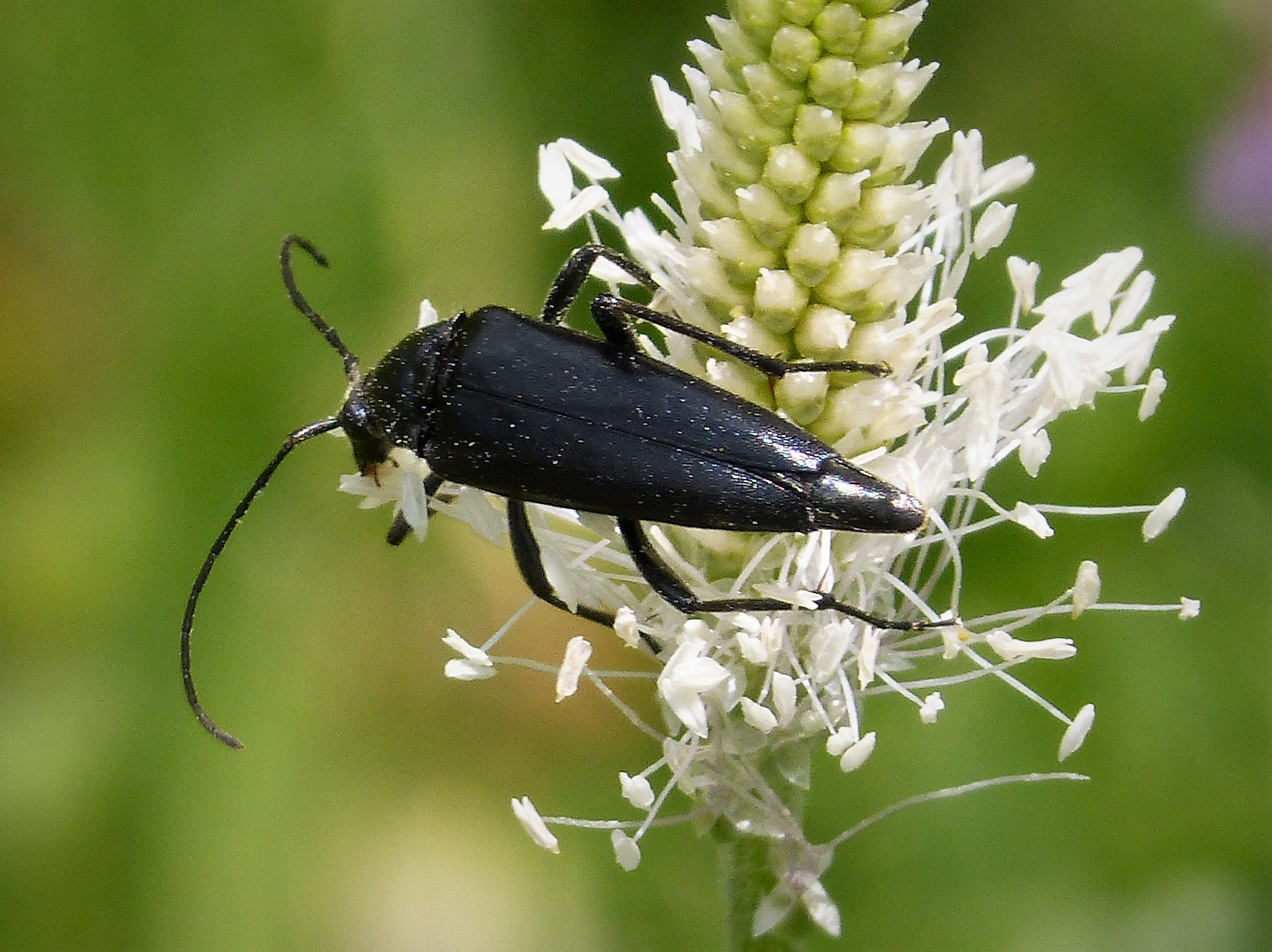
Filzhaariger Halsbock, schwarze Form

Der Filzhaarige Halsbock lebt vor allem in südlichen Gebirgen und bevorzugt warme Standorte. Dabei ist er vor allem am Rand von Kiefernwäldern anzutreffen. Die Käfer erscheinen in der Regel im Juli bis August, seltener schon im Juni. Die Imagines besuchen blühende Gebüsche an Waldrändern oder auch blühende Wiesen mit Doldenblütlern (Apiaceae) wie Bärenklau (Heracleum) sowie anderen Blütenpflanzen wie Wald-Geißbart (Aruncus dioicus), Echte Mädesüß (Filipendula ulmaria), Waldrebe (Clematis vitalba), Liguster (Ligustrum vulgare), Kratzbeere (Rubus caesius) und andere Rubus-Arten und Schwalbenwurz (Vincetoxicum hirundinaria).
Die Entwicklungszeit der Larven dauert wahrscheinlich drei Jahre. Die Tiere sind monophag und entwickeln sich ausschließlich in Kiefern (Pinus). Die Käferlarven leben vor allem in morschen Baumstümpfen, dicken Ästen und liegenden Stämmen, sie verpuppen sich im Holz.

## Systematik
Der Filzhaarige Halsbock ist eine eigenständige Art der Bockkäfer (Cerambycidae) und wird dort in die Gattung Etorufus (Matsushita, 1933), alternativ Etorofus, innerhalb der Schmalböcke (Lepturinae) eingeordnet. Die wissenschaftliche Erstbeschreibung stammt von dem Naturforscher Johann Christian Fabricius, der ihn 1787 als Leptura pubescens beschrieb. Neben dieser Art enthält die Gattung zwei weitere Arten. Teilweise wird die Art jedoch auch der Gattung Pedostrangalia zugeordnet.

## Belege
1. 1 2 3 4 5 6 7 8  „Art: Etorufus pubescens (Fabricius, 1787) – Filzhaariger Halsbock.“ In: Bernhard Klausnitzer, Ulrich Klausnitzer, Ekkehard Wachmann, Zdeněk Hromádko: Die Bockkäfer Mitteleuropas. Die Neue Brehm-Bücherei 499, Band 2, 4. Auflage. VerlagsKG Wolf, Magdeburg 2018, ISBN 978-389432-864-1; S. 394–396.
2. ↑  „22. Gattung: Strangalia Serville.“ In: Edmund Reitter: Fauna Germanica. Die Käfer des deutschen Reiches. K.G. Lutz, Stuttgart 1912; S. 15. (Digitalisat)
3. 1 2  Bernhard Klausnitzer, Ulrich Klausnitzer, Ekkehard Wachmann, Zdeněk Hromádko: Die Bockkäfer Mitteleuropas. Die Neue Brehm-Bücherei 499, Band 1, 4. Auflage. VerlagsKG Wolf, Magdeburg 2018, ISBN 978-389432-864-1; S. 105–107
4. 1 2  Etorufus pubescens auf biolib.cz (als Pedostrangalia pubescens); abgerufen am 24. Juni 2020.